# Benjamin Lessennes
Benjamin Lessennes (Huy, 1999. június 29.–) belga autóversenyző.

## Pályafutása

### Kezdeti szakasz: 2010–2015
Lessennes gokartozással kezdte meg versenyzői pályafutását 2010-ben. Egy évvel később elérte első komolyabb eredményét: a belga gokartbajnokság KF5 kateógriájában második lett. Két évvel később francia gokartbajnokká vált a KF Junior osztályban. 2014-ben a nemzetközi IAME gokartbajnokság X30 Senior kategóriájában második helyezést ért el.

### Első próbálkozások a Túraautózás világában: 2016–2018
2016-ban bejelentették, hogy Lessennes a TCR BeNeLux túraautó bajnokság mezőnyének tagja lesz  Boutsen Ginion Racing csapatával. 1 győzelemmel és 283,5 ponttal a hatodik helyen zárta a szezont. 2017-ben továbbra is a bajnokságban versenyzett. A Zolder-i, és a Circuit Jules Tacheny Mettet versenypályán rendezett futamokon sikerült diadalmaskodnia. A szezon során 420 pont sikerült összegyűjtenie, ezzel a teljesítménnyel megnyerte a bajnokságot. Az év során Lessennes bemutatkozhatott TCR nemzetközi sorozat-ban is egy forduló erejéig. A forduló első versenyén a második pozícióban végzett.
2018-ban bejelentették, hogy Lessennes lesz Tiago Monteiro helyettese a Boutsen Ginion Racing csapatánál a Túraautó-világkupában. Többször is pontszerző helyen zárta a versenyeket. A magyarországi forduló 3. versenyén az ötödik pozícióban, míg a Németországban rendezett 3. versenyen a negyedik helyen látta meg a kockás zászlót. A szezon során összesen 17 versenyen vett részt. A bajnokság 19. helyét szerezte meg, 48 ponttal. Emellett még a TCR Európa-kupa monzai fordulóján is részt vett.

### Folytatás a GT-kategóriában: 2019–
Lessennes a 2019-es idényt az Európai GT4-ben töltötte az  Equipe Verschuur csapatánál. A szezont egy kettős győzelemmel indította Monzában és további négy alkalommal állhatott fel a dobogóra. A harmadik helyen zárta az évet.

## Eredményei

### Karrier összefoglaló
| Év   | Bajnokság                     | Csapat                | Verseny | Győzelem | Pole | Leggyorsabb kör | Dobogós helyezés | Pont  | Helyezés |
| ---- | ----------------------------- | --------------------- | ------- | -------- | ---- | --------------- | ---------------- | ----- | -------- |
| 2016 | TCR BeNeLux                   | Boutsen Ginion Racing | 14      | 1        | 0    | 0               | 4                | 283,5 | 6.       |
| 2017 | TCR BeNeLux                   | Boutsen Ginion Racing | 18      | 5        | 3    | 2               | 11               | 420   | 1.       |
| 2017 | TCR nemzetközi sorozat        | Boutsen Ginion Racing | 2       | 0        | 0    | 0               | 1                | 31    | 18.      |
| 2018 | WTCR                          | Boutsen Ginion Racing | 17      | 0        | 0    | 0               | 0                | 48    | 19.      |
| 2018 | TCR Európa-kupa               | Autodis Racing by THX | 2       | 0        | 0    | 0               | 0                | 0     | HN       |
| 2019 | Európai GT4-es kupa           | Equipe Verschuur      | 12      | 2        | 0    | 1               | 6                | 120   | 3.       |
| 2020 | GT Európa Endurance-kupa      | Boutsen Ginion Racing | 1       | 0        | 0    | 0               | 0                | 21    | 17.      |
| 2020 | Intercontinental GT Challenge | Boutsen Ginion Racing | 1       | 0        | 0    | 0               | 0                | 0     | HN       |
| 2020 | Francia GT4-es kupa           | L'Espace Bienvenue    | 12      | 5        | 1    | 2               | 9                | 206   | 1.       |
| 2021 | GT Európa Sprint-kupa         | CMR                   | 2       | 0        | 0    | 0               | 0                | 0     | HN       |
| 2022 | GT Európa Endurance-kupa      | Boutsen Ginion Racing | 5       | 0        | 0    | 0               | 0                | 0     | HN       |

* A szezon jelenleg is zajlik.

### Teljes TCR nemzetközi sorozat eredménylistája
(Táblázat értelmezése)

(Félkövér: pole-pozícióból indult; dőlt: leggyorsabb kört futott) 

|  |  |  |  | 2 | 5 |  |  |  |  |  |  |  |  |  |  |  |  |  |  |

### Teljes WTCR-es eredménysorozata
(Táblázat értelmezése)

(Félkövér: pole-pozícióból indult; dőlt: leggyorsabb kört futott) 

| 15 | Ki | 17 | 14 | 8 | 5 | 10 | Ki | 4 | 19 | 12 | Ki | 7 | Ki | 8 | 20 | Kiz | Kiz |  |  |  |  |  |  |  |  |  |  |  |  |

### Teljes TCR Európa-kupa eredménysorozata
(Táblázat értelmezése)

(Félkövér: pole-pozícióból indult; dőlt: leggyorsabb kört futott) 

|  |  |  |  |  |  |  |  |  |  | Ki | Ki |  |  |

### GT Európa Sprint-kupa eredménylistája
| Év   | Csapat | Osztály | 1        | 2        | 3     | 4     | 5     | 6     | 7     | 8     | 9     | 10    | Helyezés | Pont |
| ---- | ------ | ------- | -------- | -------- | ----- | ----- | ----- | ----- | ----- | ----- | ----- | ----- | -------- | ---- |
| 2021 | CMR    | Pro     | MAG 1 14 | MAG 2 15 | ZAN 1 | ZAN 2 | MIS 1 | MIS 2 | BRH 1 | BRH 2 | VAL 1 | VAL 2 | HN       | 0    |